# Čenkov u Bechyně
Čenkov u Bechyně (do roku 1960 Čenkov, německy Čenkow, v letech 1939–1945 Tschenkau a Tschenkow) je obec v okrese České Budějovice v Jihočeském kraji. Žije zde 61 obyvatel.

## Historie
První písemná zmínka o obci pochází z roku 1412.

## Obyvatelstvo
| Rok            | 1869 | 1880 | 1890 | 1900 | 1910 | 1921 | 1930 | 1950 | 1961 | 1970 | 1980 | 1991 | 2001 | 2011 | 2021 |
| -------------- | ---- | ---- | ---- | ---- | ---- | ---- | ---- | ---- | ---- | ---- | ---- | ---- | ---- | ---- | ---- |
| Počet obyvatel | 120  | 115  | 103  | 102  | 99   | 112  | 107  | 74   | 83   | 65   | 57   | 52   | 55   | 46   | 62   |
| Počet domů     | 23   | 20   | 21   | 19   | 19   | 19   | 20   | 22   | 18   | 17   | 16   | 18   | 22   | 22   | 24   |

## Obecní správa
Mezi lety 1850–1923 patřil Čenkov u Bechyně jako osada obce k Březnici v okrese Milevsko. V letech 1923–1971 byly obcí v okrese Milevsko (1923–1930), posléze v okrese Týn nad Vltavou (1950) a později v okrese Tábor. Od 26. listopadu 1971 do 23. listopadu 1990 patřil znovu jako část obce k Březnici, kdy se konaly obecní volby a od 24. listopadu 1990 je opět samostatnou obcí v okrese Tábor, ale od 1. ledna 2007 v okrese České Budějovice.

### Starostové
- 1994–2014 František Suchan st.[8]
- od 2014 Ing. Marie Tomanová

### Obecní symboly
Znak a vlajka byly obci uděleny rozhodnutím předsedy Poslanecké sněmovny Parlamentu České republiky dne 10. září 2021.

## Galerie

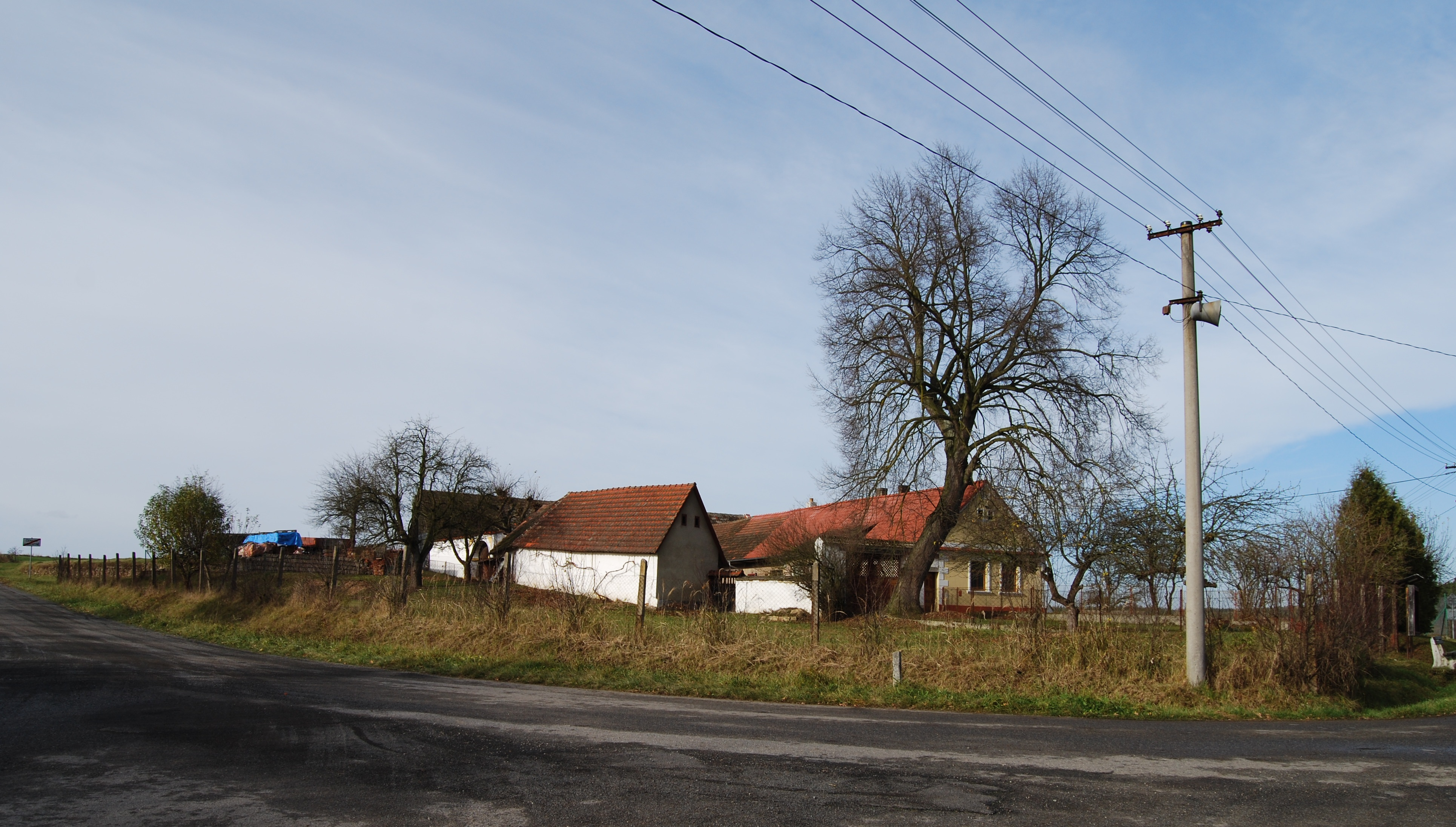
Čenkov
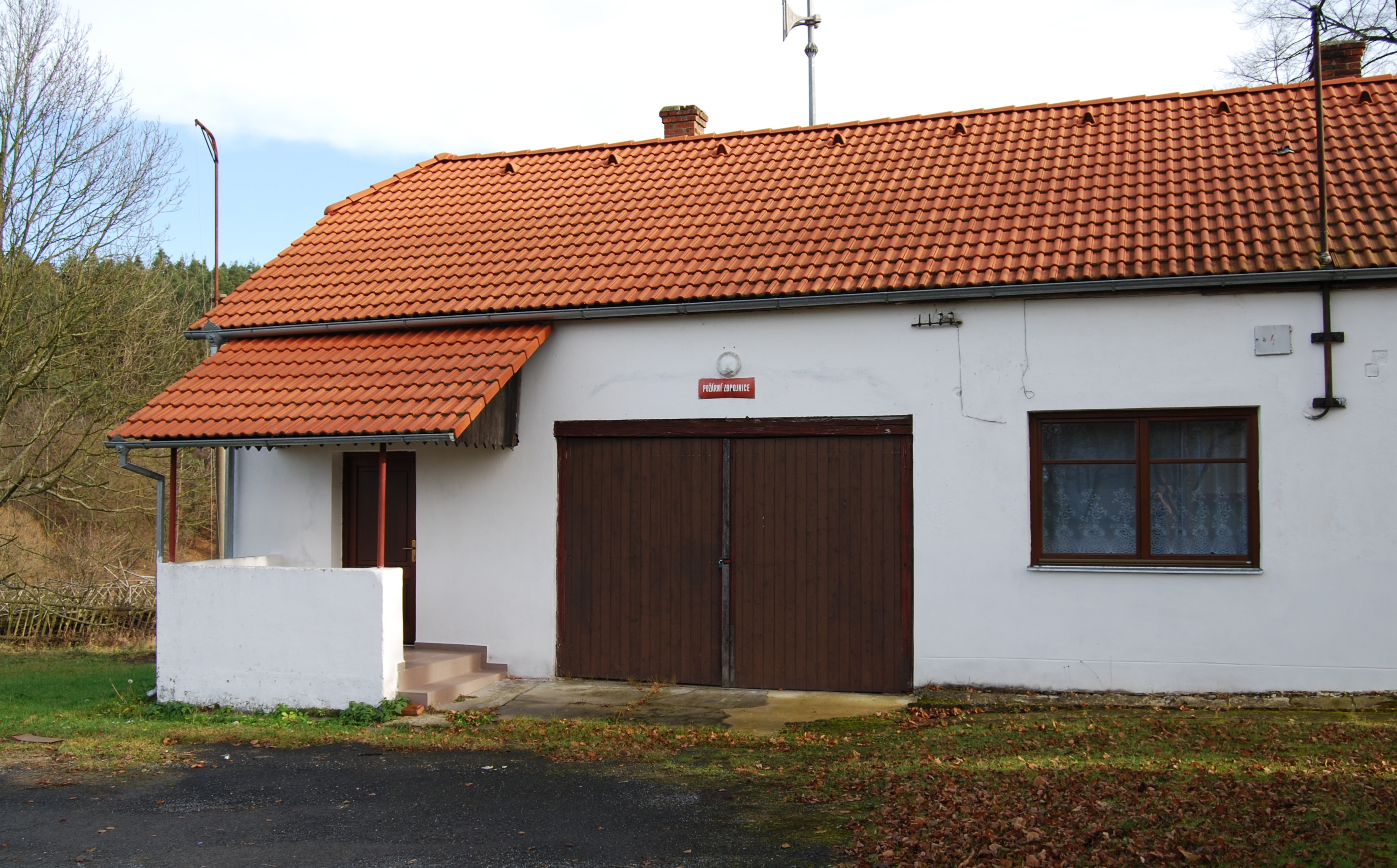
Hasičská zbojnice
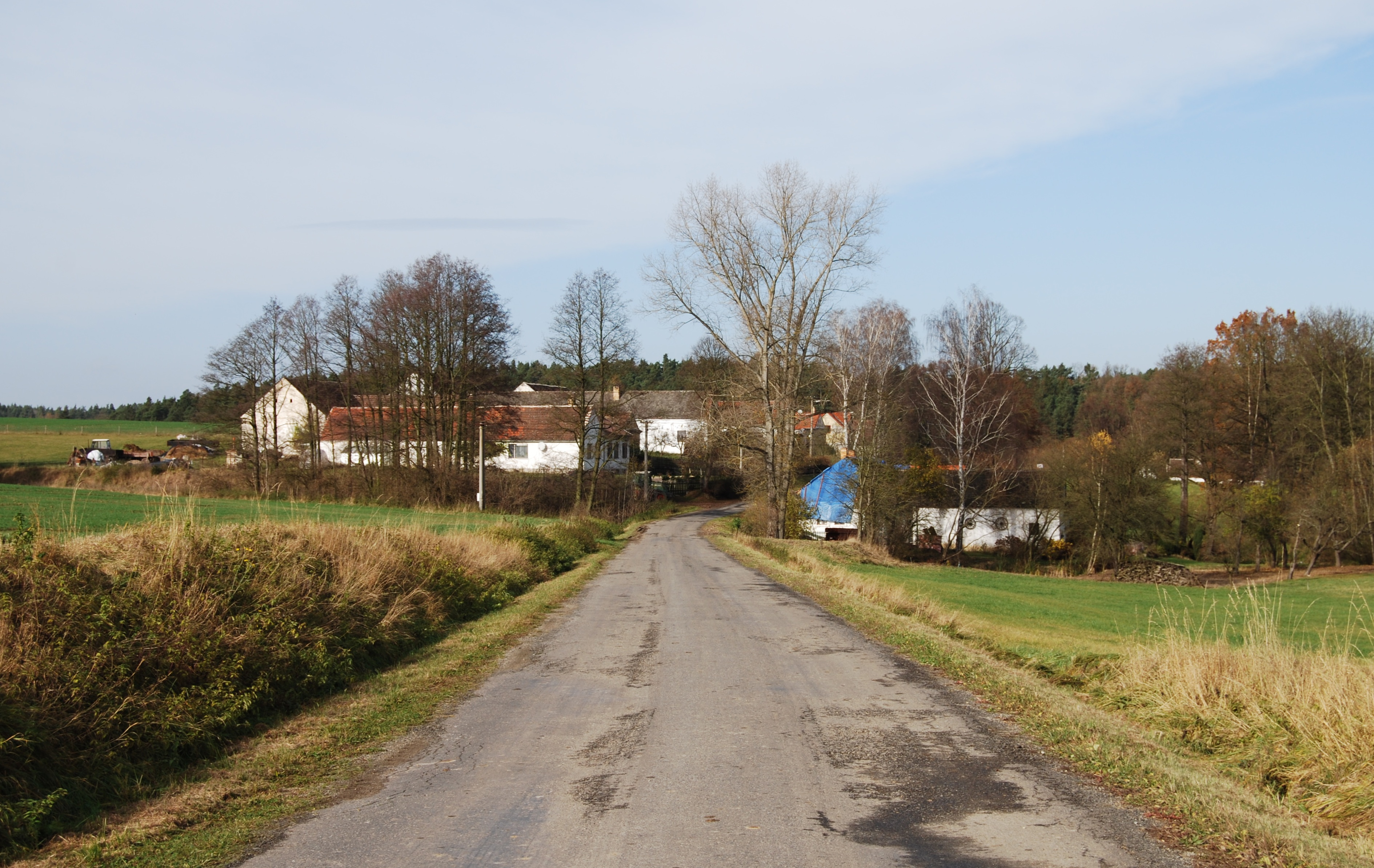
Ze silnice
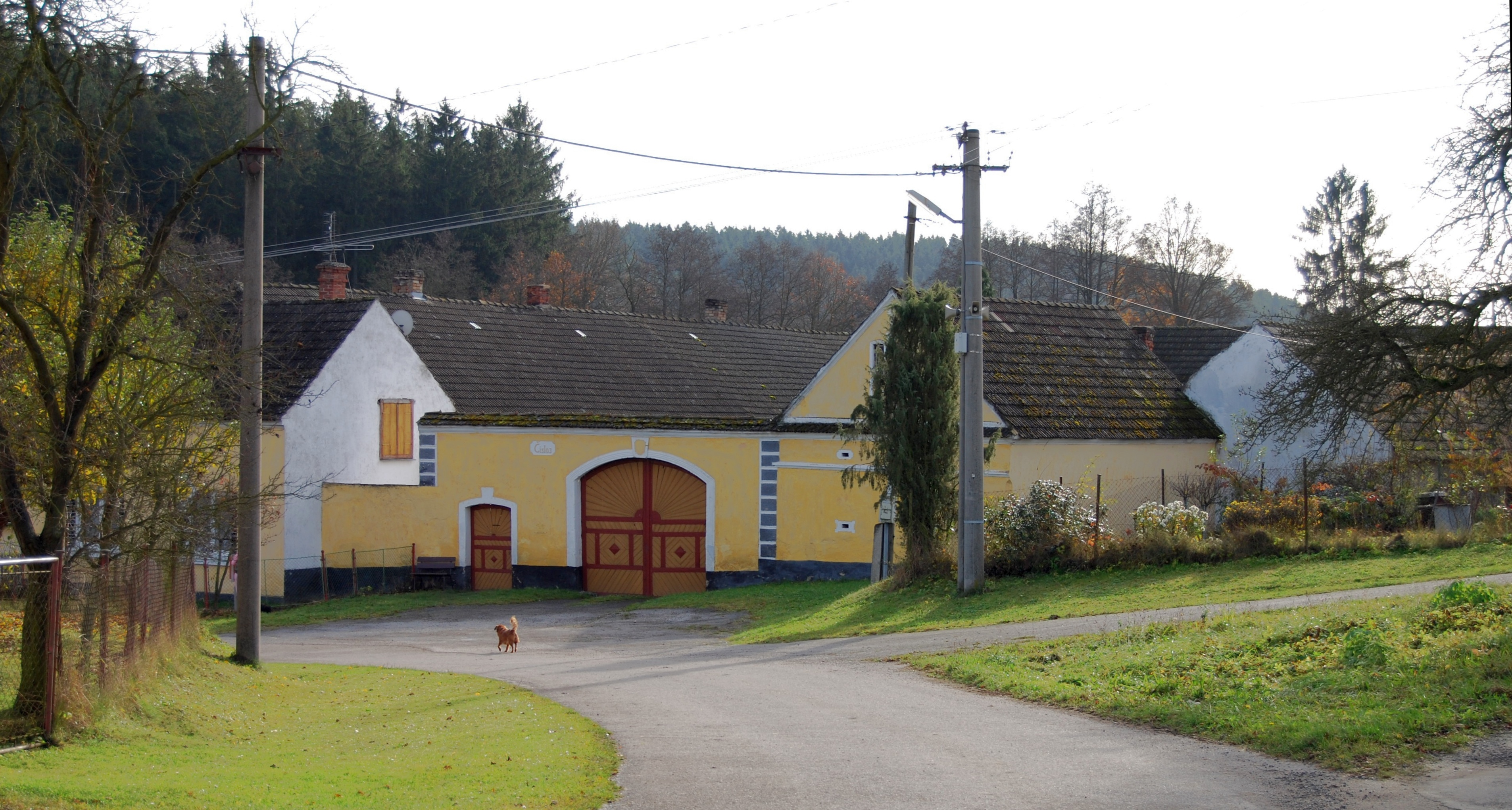
Stavení
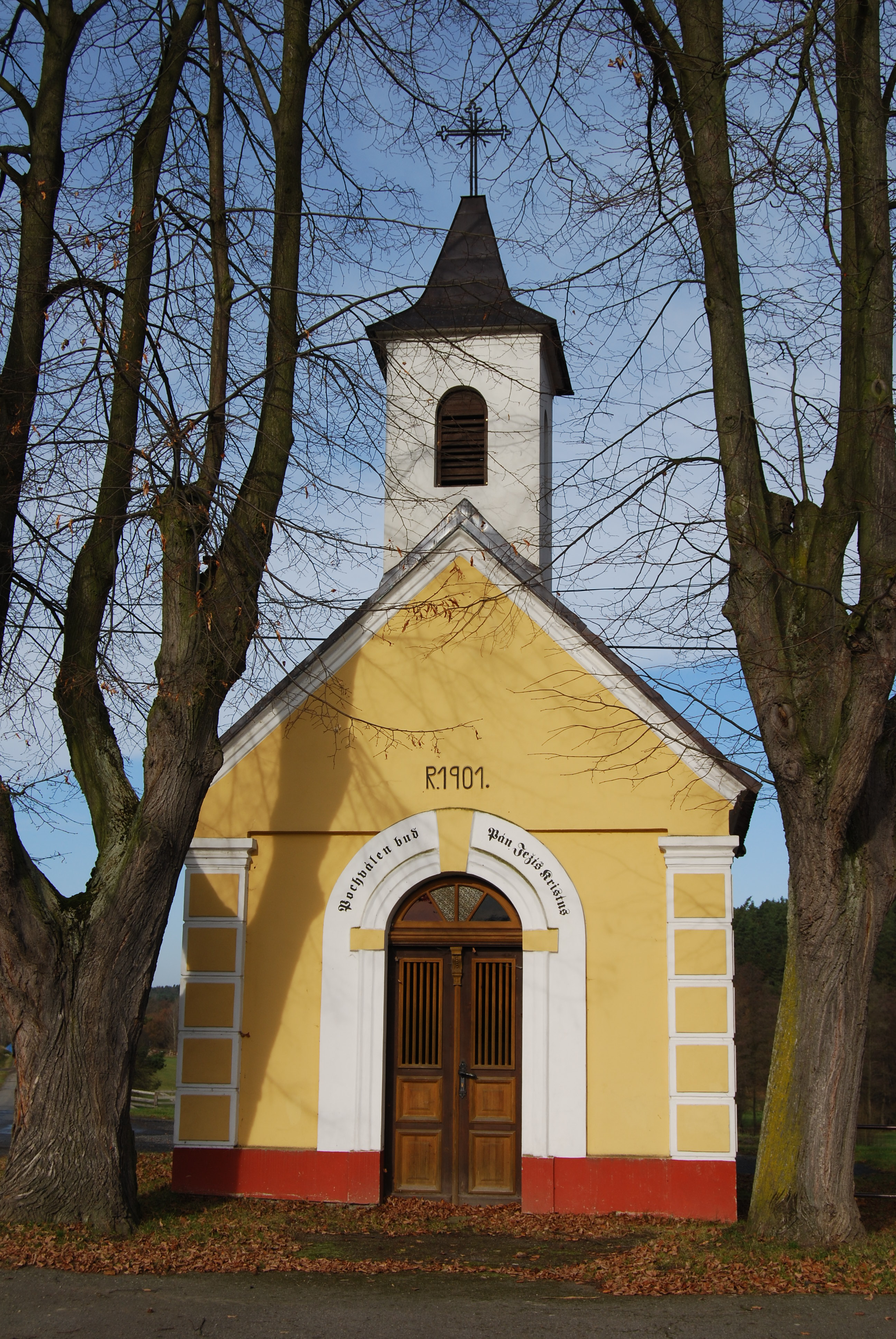
Kaple